# Спаська сільська рада (Рожнятівський район)
| Спаська сільська рада — орган місцевого самоврядування у Рожнятівському районі Івано-Франківської області з адміністративним центром у с. Спас. Водоймища на території, підпорядкованій даній раді: річка Чечва. Сільській раді підпорядковані населені пункти: - с. Спас - с. Підсухи - с. Погорілець |

## Склад ради
Рада складається з 16 депутатів та голови.

### Керівний склад ради
| ПІБ                     | Основні відомості                                                 | Дата обрання | Дата звільнення |
| ----------------------- | ----------------------------------------------------------------- | ------------ | --------------- |
| Гуйван Василь Іванович  | Сільський голова, 1965 року народження, освіта                    | 26.03.2006   | 23.03.2008      |
| Цап Микола Миколайович  | Сільський голова, 1969 року народження, освіта, безпартійний      | 30.11.2008   | 31.10.2010      |
| Медвідь Микола Петрович | Сільський голова, 1973 року народження, освіта вища, безпартійний | 31.10.2010   |                 |

Примітка: таблиця складена за даними джерела